# Где одного алиби мало
«Где одного алиби мало» (чеш. Kde alibi nestačí) — чехословацкий детективный художественный фильм, снятый режиссёром Владимиром Чехом в 1961 года.
Премьера фильма состоялась 28 июля 1961 г.

## Сюжет
Детективная история начинается с того, что умирает несколько людей с сердечными заболеваниями.
В ходе расследования, которое проводят капитан Тума и его коллега старший поручик Либал, выясняется, что перед смертью все они принимали импортное швейцарское лекарство Cordofilin. Анализы показали, что это контрафактный препарат.
Следователи идут по следам неизвестного убийцы и выходят на преступную группу, продавшую «швейцарский» Cordofilin. Розыск пропавшего Йозефа Шестака, одного из продавцов приводит в роскошный международный отель в Карловых Варах, а затем на медика и склады, где были украдены компоненты для изготовления поддельного препарата. Круг подозреваемых постоянно расширяется. Один из них является убийцей. Но все они имеют алиби…

## В ролях
- Карел Хёгер — капитан Тума
- Йозеф Бек — старший поручик Либал
- Ольдржих Велен — поручик Флориан
- Ян Тршиска — техник Зах
- Отто Шиманек — Моравец
- Богумил Шмида — Йозеф Шестак
- Богуслав Загорский — доктор Вопаленский
- Олдржих Новый — Краус
- Вацлав Лохницкий — администратор
- Любомир Костелка — начальник
- Анна Питачова — Иса
- Йозеф Абргам — молодой свидетель
- Ярослава Адамова — свидетельница
- Габриела Бартлова — свидетельница
- Анна Габрилова — Елинкова
- Йозеф Глиномаз — секретарь

Фильм «Где одного алиби мало» был снят режиссёром Владимиром Чехом в содружестве со сценаристом Карелом Копом после успеха предыдущей ленты «105% алиби» (1959), в которой те же следователи капитан Тума и старший поручик Либал блестяще раскрыли дело об убийстве. Успех вдохновил К. Копа и В. Чеха на создание ещё одного фильма-детектива.